# 정보기술자격
정보기술자격(ITQ, Information Technology Qualification)은 대한민국에서 치러지는 국가공인 자격시험이다. 정보화 시대의 기업, 기관, 단체구성원들에 대한 정보기술능력을 객관적으로 평가하여 정보기술 관리 및 실무능력수준을 지수화 및 등급화하여 산업통상자원부에서 공식적으로 인정하는 시험이다.

## 개요
- 주관 : 산업통상자원부 산하 특별법인 한국생산성본부(kpc)
- 협찬 : 한국마이크로소프트, 한글과컴퓨터
- 참여 : 한국생산성본부 회원 600여개사 및 산학협동대학
- 시험과목 : 아래한글, MS워드, 한글파워포인트/한쇼, 한글엑셀/한셀, 한글 액세스, 인터넷
- 시험배점 : 과목당 500점
- 시험방법 : 시험시간내에 모든문항을 작성
- 시험시간 : 과목당 60분

## 같이 보기
- GTQ (자격증)